# 三原元一
三原 元一（みはら げんいち/みはら もとかず、生年不明 - 1943年（昭和18年）2月2日）は、日本の海軍軍人。海兵55期。支那事変（日中戦争）において陸上攻撃機部隊指揮官として歴戦し、檜貝嚢治とともに海軍陸攻隊の双璧と称される。太平洋戦争において戦死。戦死による一階級昇進で最終階級は海軍中佐。

## 生涯
広島県出身。1927年（昭和2年）3月、海軍兵学校（55期）を卒業。同期生は120名で、航空関係に進んだものに鈴木英、南郷茂章がいる。翌年10月、海軍少尉に任官。重巡｢加古｣乗組等を経て陸上攻撃機操縦員となる。

### 支那事変

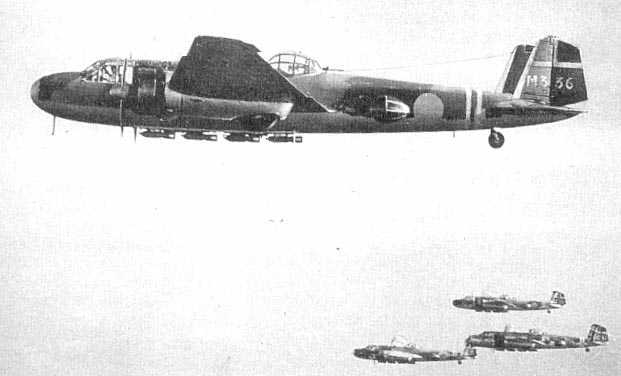
高雄空時代に搭乗した「九六式陸攻」

1937年（昭和12年）7月の盧溝橋事件をきっかけに日中両国は戦闘状態（日中戦争）となり、海軍陸攻部隊は渡洋爆撃を実施した。8月には新田慎一少佐（鹿屋空飛行隊長）が戦死したが、新田は三原が兄事した人物であった。木更津空大型攻撃機（「九五式陸上攻撃機」）隊分隊長であった三原は、9月に大攻6機を率いて済州島へ進出する。すでに「九六式陸上攻撃機」が実戦投入されており大攻は旧式になっていたが、その搭載量2tは「九六式陸攻」の2倍であり上海戦線の陸戦に協力することが期待されていたのである。9月30日、三原は大攻6機を率いて江湾鎮、南翔鎮を爆撃した。対空砲火で機体に損傷を受けながらも連日出撃を続け戦果を挙げる。しかし、10月下旬、出撃準備中に整備員の過失が原因で火災が発生し、列線にあった機も炎上、爆発する事故が起きた。三原は木更津空南京派遣隊を率い、鹿屋空と協同して華中方面での作戦に従事。翌年3月、高雄空分隊長に転じた。
三原は陸攻隊12機を率いる分隊長として一ヶ月の間、猛訓練を重ねた。4月27日に福州飛行場の爆撃に成功したのが初出撃で、高雄空は湖南省、江西省、福建省、広東省に所在する中国軍飛行場を連日のよう爆撃した。7月9日、三原は南昌飛行場陥落後に中国空軍の根拠地となっていた衡陽飛行場の爆撃に成功。攻撃隊9機は全機帰還を果たし、全容が不明であった同飛行場の写真撮影に成功している。しかし衡陽飛行場ではその後も戦力増強が続き、8月18日には十三空と協同で陸攻27機による再攻撃が実施された。この攻撃は「九六式艦上戦闘機」の行動可能距離を超えているため、陸攻部隊単独で実施され、中国軍戦闘機による迎撃を受けたが爆撃に成功。三原はその第一中隊長として高雄空の9機を率いて参加している。

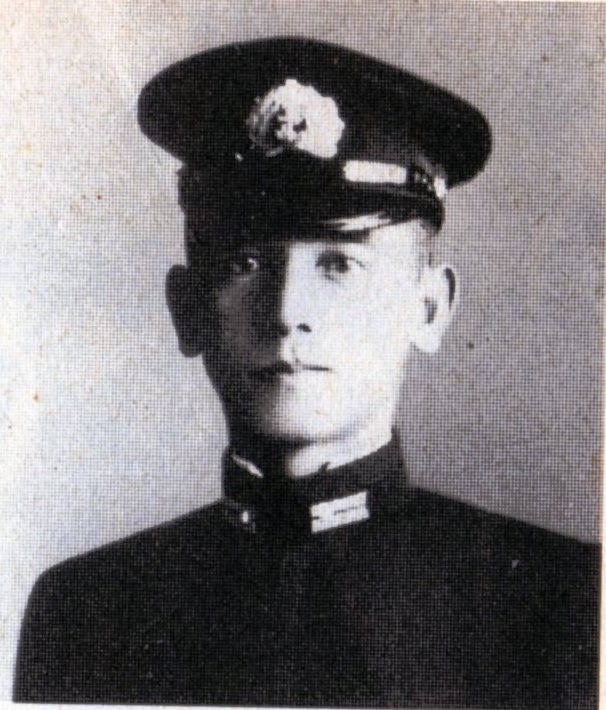
檜貝嚢治。三原、檜貝は司令を補佐する地上配置の飛行長であったが、両名とも一番機に搭乗して攻撃に向かい戦死した。

高雄空は一度高雄に帰還したが、9月には広西省方面での作戦に従事する。28日には雲南省の航空学校飛行場爆撃を命じられ、三原は陸攻9機を指揮して攻撃に向かった。この攻撃は航程2480kmで陸攻の航続性能の限界に近く、さらに敵情把握が不十分な状態であった。三原は戦闘機の迎撃で1機、部下7名を失ったが爆撃に成功。この攻撃に対し支那方面艦隊司令長官 及川古志郎は感状を授与している。三原陸攻隊はその後も連日の出撃を続け、勇猛果敢と評された三原は、檜貝嚢治とともに海軍陸上攻撃機隊の名指揮官として知られるようなっていく。1939年（昭和14年）には入佐俊家らとともに功三級金鵄勲章に叙せられた。当時の三原は海軍大尉であり、この階級で三級の認定を受けるのは稀なことであった。同年11月、海軍少佐へ進級。
1940年（昭和15年）1月、十五空飛行長、翌年4月、第二十三航空戦隊（高雄空、第三航空隊）参謀、9月、横空飛行長を歴任。三原は功績を認められたことでドイツ空軍の視察を命じられていたが、独ソ開戦により中止となっている。横空では檜貝とともに陸攻隊の用法、新兵器の実験研究にあたり、同職在職中に太平洋戦争開戦を迎えた。

### 太平洋戦争
1942年（昭和17年）10月、七〇五空飛行長に補される。この補職は同期生の遠藤谷司少佐（のち戦死）が健康を損ねたことによる交代であった。12月には檜貝が七〇一空飛行長に補され、三原、檜貝の二人がラバウル方面陸攻部隊を率いることとなった。この二人の着任は部隊の士気を高めたという。

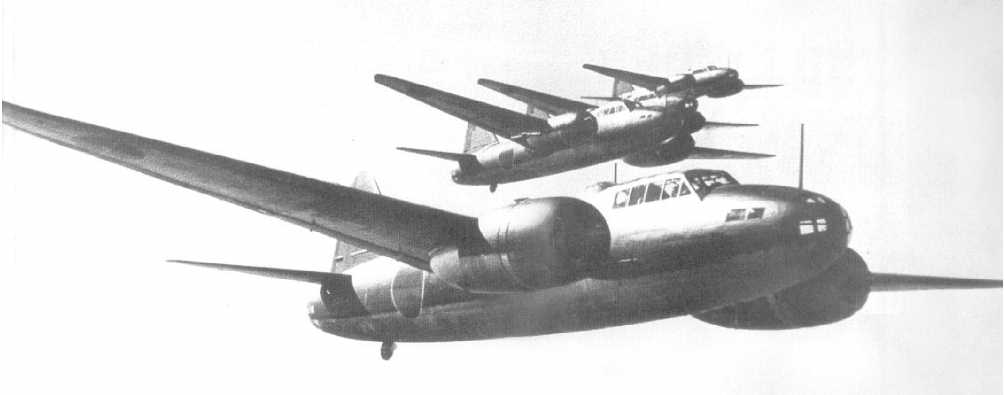
七〇五空時代に搭乗した「一式陸攻」

三原は所在航空隊の戦力を消耗した状態、昼間雷撃の被害の大きさ、古参搭乗員の減少などから、新搭乗員教育を別途行わせ、敵艦船攻撃では、艦列の端から攻撃する方法を考えていた。11月5日のガダルカナル飛行場攻撃、翌年1月6日のポートモレスビー攻撃、1月17日のラビ東飛行場攻撃で指揮官を務め、1月23日には3個中隊18機を率い敵艦船夜間雷撃にむかった。しかし直率した第一中隊と、第二中隊は敵を発見できず、第三中隊は命中を得られなかった。
1月29日、レンネル島沖に輸送船団と護衛の戦艦、巡洋艦部隊の発見が報じられ、七〇一空から檜貝少佐が、七〇五空から中村友男少佐を指揮官として攻撃隊が編成された。この敵艦部隊は、ラバウル撤退作戦を日本軍のガダルカナル島への増援と解釈した米軍が、部隊の増強を図って編成したものである。海軍航空部隊は魚雷2本の命中によってアメリカ海軍重巡「シカゴ」を大破させたが、檜貝は戦死した。檜貝の戦死に際し、三原はその死を報ずる電文を黙然と見ていたという。翌日には七五一空が重巡「シカゴ」に魚雷を4本命中させ撃沈している。2月1日、再びレンネル島付近で敵艦隊の発見が報じられ、三原は13機を率いて攻撃に向かった。しかし天候が悪化し、敵を発見することはできず引き返す。この際、七〇五空司令は帰還命令を出したが、第十一航空艦隊から司令長官名で「極力敵を捜索、攻撃せよ」との命が下る。三原は再度攻撃に向かったがやはり敵艦隊を発見することはできなかった。
現場指揮官の判断に対し異なる命令が下ったことで、三原は自身の更迭を申し出ている。この出来事は三原を憤激させるものであり、日記に「戦争は指揮官の遊戯ならず」と記されている。翌日敵艦隊発見が報じられ、三原はラバウルブナカナウ飛行場から陸攻14機で薄暮攻撃に向かったが、再び悪天候に妨げられ引き返す。三原は雲上飛行を選択し基地付近にたどり着いたが、ここも悪天候に見舞われていた。三原機は後続機と接触し墜落。三原は戦死した。

## 人物
三原について大西滝治郎は「正直者は戦争に強いなあ」と信頼を語っていた。「竹を割ったような」 と評せられる性格であったが、ミッドウェー海戦敗北後に軍令部へ出頭する源田實の身なりを整えさせ、人に会わないよう東京に送り出す気遣いを示した。その最期について、秦郁彦は「胸中の無念察すべきものがあった」としている。

## 栄典
- 功三級金鵄勲章 - 1939年（昭和14年）